# 오키나 (글자)
| 오키나 자형 | 오키나 자형                                                                |
| --- | -------------------------------------------------------------------------- |
| 하와이어 오키나(ʻokina) | 하와이어 ʻokina 또는 통가어 fakauʻa (유니코드 U+02BB). 글꼴은 루시다 산스. |
| 작은따옴표로 감싼 »ʻŌlelo Hawaiʻi« (“하와이어”). 글꼴은 리눅스 리버틴. 오키나와 왼쪽 작은따옴표의 자형이 다른 것을 볼 수 있다. |                                                                            |

오키나(하와이어: ʻokina)는 로마자를 사용하는 여러 폴리네시아 언어에서 성문 파열음을 나타내는 자음 글자이다. 왼쪽 작은따옴표와 비슷한 모양이고, 대소문자의 구별은 없다. 언어에 따라 다양한 이름으로 불린다.

## 이름
| 지역             | 이름                                              | 의미                                    | 비고 |
| ---------------- | ------------------------------------------------- | --------------------------------------- | --- |
| 하와이어         | ʻokina 오키나                                     | 분리; 자르기; 끊기                      | 공식 표기법. 과거에 오키나는 컴퓨터 상에서 올바른 글자 (ʻ)를 사용하기 힘든 경우 억음 부호 (`), 왼쪽 작은따옴표 (‘), 아포스트로피 (') 등으로 표현되었다.                           |
| 사모아어         | koma liliu 코마 릴리우                            | “뒤집힌 콤마” 뒤집힌 (liliu) 콤마(koma) | 현대 출판물에서는 가끔 아포스트로피로 표현됨. 사모아 학계 및 공동체가 공인한 표기법. 아포스트로피와 매크론 사용은 1960년대에 중단되었다가 2012년부터 사모아 교육부에 의해 재개됨. |
| 타히티어         | ʻeta 에타                                         | ʻetaʻeta = 단단하게 만들다              | 공식적·전통적 지위 없음. ' 또는 ‘ 또는 ’로 표현. |
| 통가어           | fakauʻa 파카우아 (fakamonga 파카몽아의 경어형)    | 목 표시                                 | 공식 표기법 |
| 쿡 제도 마오리어 | ʻamata 아마타 또는 ʻakairo ʻamata 아카이로 아마타 | "함자" 또는 "함자 표시"                 | 공식적·전통적 지위 없음. ' 또는 ‘ 또는 ’로 표현하거나 생략. |
| 왈리스어         | fakamoga 파카몽아                                 | 목으로                                  | 공식적·전통적 지위 없음. ' 또는 ‘ 또는 ’로 표현. |

## 자형
오키나의 모습은 왼쪽 작은따옴표 (‘)를 닮아 작은 "6"자 모양이다.
타히티어 에타는 오키나를 시계 방향으로 90도 이상 돌려 놓은 듯한 독특한 모양이다.

## 표기법
오키나는 하와이어 문자의 일부이다. 단일형 문자로서 대문자와 소문자의 구별이 없다. 오키나로 시작하는 단어를 대문자화해야 할 경우, 오키나 바로 다음에 오는 글자를 대신 대문자로 쓴다. 예를 들어 오키나를 뜻하는 단어가 문장 첫머리에 올 경우 대문자 O를 사용해 "ʻOkina"로 쓴다.

## 컴퓨터 인코딩

### 아포스트로피와 따옴표
아스키 문자 집합 안에서 오키나는 보통 아포스트로피(')로 나타낸다. 이 글자는 보통 직선 모양을 하고 있어 오키나의 곡선 모양을 적절히 나타내지 못한다. 어떤 글꼴에서는 아스키 아포스트로피를 오른쪽 작은따옴표처럼 표시하는데 이 경우 오키나의 원래 모습에서 180도 돌아간 나쁜 형태가 된다.
다른 문자 집합은 아포스트로피뿐 아니라 왼쪽과 오른쪽 작은따옴표에 별도의 글자를 할당한다. 왼쪽 작은따옴표는 오키나와 충분히 비슷한 모양이지만 여전히 문제가 있다. 오키나는 문장부호가 아니라 글자이기 때문에 문자열 자동 처리 과정에서 잘못된 처리될 수 있다. 또 어떤 글꼴에서는 왼쪽 작은따옴표가 "6" 모양이 아니라 좌우가 뒤집어진 "9" 모양을 하고 있어 오키나를 나타내기에 적절하지 못하다.

### 유니코드
유니코드 표준에서 오키나는 U+02BB ʻ modifier letter turned comma로 나타낸다. HTML에서는 &#699; 또는 십육진법으로 &#x02BB;로 나타낼 수 있다.
오키나는 유니코드 1.1판(1993년)에서 처음 도입됐지만 지원이 부족하여 그 후로 몇 년간 사용하기 어려웠다. 2008년 기준으로 OS X, 마이크로소프트 윈도우, 리눅스 컴퓨터와 주요 스마트폰에서는 오키나를 사용하는 데 문제가 없고, 인터넷 익스플로러 7에서도 이전 버전과 달리 문제가 없다.
이 유니코드 글자는 (성문 파열음이 아닌) 히브리 문자 아인(ʻáyin) 또는 아랍 문자 아인(ʻayn)을 로마자로 전사할 때도 쓰이고, 우즈베크 문자의 글자 Oʻ (키릴 문자 Ў에 대응)와 Gʻ (키릴 문자 Ғ에 대응)에도 쓰인다. 그러나 ‘오키나’를 비롯한 폴리네시아어 이름들은 폴리네시아 언어 표기법에서 성문 파열음을 나타내는 문자의 이름으로만 쓰여야 한다.
타히티어와 왈리스어의 성문 파열음을 나타내는 글자에 대해서는 아직 유니코드에 별도의 인코딩이 없다.

## 같이 보기
- 성문 파열음